# Gunnar Selberg
Lars Gunnar Selberg, född 16 juni 1959 i Jukkasjärvi församling i Norrbottens län, är en svensk politiker (centerpartistisk), egenföretagare och sedan valet 2018 kommunalråd i Kiruna kommun.   Han är Kirunas första borgerliga kommunalråd  och har varit aktiv i lokalpolitiken i Kiruna sedan mitten av 1990-talet. Efter hans tillträde som ordförande för Centerpartiet i Kiruna har partiet gått från 0,7% av rösterna inför valet 2002 till 33% av rösterna i kommunalvalet 2018.
Selbergs största framgång som kommunstyrelsens ordförande var de hårdare krav han ställde på LKAB i samband med stadsomvandlingen. Bland annat lyckades han förverkliga idén om "nyckel mot nyckel". Principen "nyckel mot nyckel" innebär att LKAB måste återuppbygga motsvarande det som LKAB behöver riva för att tillgodose sitt behov av markåtkomst. Tydligaste exemplet var återuppbyggnaden av ett stort hotell i nya centrum. Kiruna kommun bytte då in tre olika kommunala fastigheter i avvecklingsområdet på sammanlagt cirka 5000 kvadratmeter. Dessa kvadratmeter transformerades över i ett hotell i Kirunas nya centrum som LKAB då återuppbyggde åt kommunen.
Tidigare hade Kiruna kommun accepterat monetär ersättning (GP-2 avtalet, 2014) vilket visat sig vara otillräcklig ersättning för att kunna återuppbygga det som avvecklades.

## Bakgrund
Han är utbildad gymnasielärare på Lunds universitet i samhällskunskap och psykologi. Selberg är uppvuxen i Kiruna i en familj med sex barn där han var nummer tre i ordningen.  Familjen var aktiv i den svenska pingströrelsen. Fadern Gösta Selberg var i många år engagerad i lokalpolitiken för Socialdemokraterna.